# Bernau bei Berlin
Bernau bei Berlin település Németországban, azon belül Brandenburgban. Lakosainak száma 44 254 fő (2023. december 31.). Bernau bei Berlin Amt Biesenthal-Barnim, Werneuchen, Ahrensfelde, Wandlitz és Panketal községekkel határos.

## Népesség
A település népességének változása:
| Lakosok száma | 34 866 | 38 194 | 38 825 | 42 054 | 43 685 | 44 254 |
|               | 2010   | 2017   | 2019   | 2021   | 2022   | 2023   |